# Stojanów (gmina)
Stojanów – dawna gmina wiejska w powiecie radziechowskim województwa tarnopolskiego II Rzeczypospolitej. Siedzibą gminy był Stojanów.
Gminę utworzono 1 sierpnia 1934 r. w ramach reformy na podstawie ustawy scaleniowej z dotychczasowych gmin wiejskich: Romanówka Stojanowska, Sabinówka, Stojanów i Tetewczyce.
Po II wojnie światowej obszar gminy został odłączony od Polski i włączony do Ukraińskiej SRR.